# Loe de Jong
Pour les articles homonymes, voir de Jong.
Louis (Loe) de Jong (Amsterdam 24 avril 1914 - Amsterdam 15 mars 2005) est un historien et journaliste néerlandais spécialisé sur l'histoire des Pays-Bas durant la Seconde Guerre mondiale et de la résistance néerlandaise.
De Jong étudie l'histoire et la géographie social à l'université d'Amsterdam. Il travaille comme correspondant de presse étranger de 1938 à 1940. Il écrit le 31 août 1939 que l'invasion de la Pologne ne devrait pas générer en une guerre : « La Seconde Guerre mondiale a été évitée pour longtemps [dans un futur immédiat], probablement pour des années » est imprimé le 2 septembre. Il écrit le 6 avril 1940 que rien n'indique que « Berlin pense à étendre la guerre [à d'autres pays] ». Après l'invasion allemande des Pays-Bas, De Jong échappe à l'Holocauste en partant à Londres avec sa femme Liesbeth Cost Budde le 15 mai 1940 à bord du Friso. Il travaille pour Radio Oranje, qui est diffusé depuis Londres en direction des Pays-Bas occupés par les Nazis.
Il écrit l'ouvrage de fond Le Royaume des Pays-Bas pendant la Seconde Guerre mondiale (en néerlandais : Het Koninkrijk der Nederlanden in de Tweede Wereldoorlog) en quatorze tomes et 18 000 pages. C'est un ouvrage de référence sur l'histoire des Pays-Bas durant la Seconde Guerre mondiale. L'Institut néerlandais d'études militaires (en néerlandais : Nederlands Instituut voor Oorlogsdocumentatie, ou NIOD) propose une version numérique de l'ensemble de son travail, téléchargeable depuis le 11 décembre 2011, sous licence Creative Commons CC BY 3.0.
De Jong contribue à de nombreux autres travaux historiques sur les Pays-Bas et participe à des congrès scientifiques sur la résistance en Europe. En 1963, il devient un membre de l'Académie royale néerlandaise des arts et des sciences. En 1988, il reçoit le Gouden Ganzenveer (en) pour ses contributions pour la culture écrite et imprimée néerlandaise.
Loe de Jong est né dans une famille juive. Il perd une grande partie de sa famille, dont ses parents et son frère jumeau, durant la Seconde Guerre mondiale.